# 未来へつなぐ。 土曜スタジアム
『未来へつなぐ。 土曜スタジアム』（みらいへつなぐ どようスタジアム）は、BS-TBSで2015年4月4日 - 2019年3月30日の毎週土曜23:00 - 翌0:00に放送されていた単発特別番組枠。

## 概要
TBSグループの放送メディアであるTBSテレビ、BS-TBS、TBSチャンネル、TBSニュースバード（現・TBS NEWS）、キッズステーション、TBSラジオの各放送媒体と、インターネットを融合させ、パイロット版（試供作品）を中心とした単発のドキュメンタリーやバラエティ番組などを編成する実験的編成の場としていた。また『JNNドキュメンタリー』と題し、JNN系列加盟地方各局が、それぞれの地方の特性を生かし、様々な問題点や話題のひと・イベントなどに密着した「瞬時性」を生かしたドキュメンタリー作品も随時放送していた。
また毎月第3週と最終週は、それぞれ月1回の定時番組をこの枠で放送していた。
- 第3土曜日
  - 『SEIKO presents Sound Inn "S"』（23:00 - 23:30）
本番組枠終了後、第3土曜日 18:30 - 19:00へ移動し継続。
  - 『Find the WASABI!』（23:30 - 翌0:00）
- 最終土曜日
  - 『Together〜だれにも言えないこと〜』
本番組枠終了後、毎月第1土曜の同時間にて継続。

なお、『SAMURAI BASEBALL』を放送する際は、本番組を休止して『おんな酒場放浪記』を放送したが、この番組は延長対応のフィラー番組であり、延長するたびに、1話ずつ減らされるようになっていた（翌0:00以後の番組のスライドは生じず、日曜3:00 - 5:00の放送設備メンテナンスの休止にも影響しない。また、本枠設立前は翌0:00以後の番組のスライドが発生し、日曜3:00 - 5:00のメンテナンス時間が縮小されていた）。